# ماتیاس دی آموریم

این صفحه را حذف کنید
ماتیاس دی آموریم (پرتغالی: Mathias Dé Amorim؛ زادهٔ ۱۰ دسامبر ۲۰۰۴) بازیکن فوتبال اهل فرانسه است که در پست هافبک میانی برای باشگاه فامالیسائو در لیگ برتر پرتغال و تیم ملی پرتغال بازی می‌کند.
اینجا را حذف کنید و در منابع بگذارید 
1. ↑  "Accord pour la signature du contrat pro de Mathias De Amorim". Girondins4Ever (به فرانسوی). 17 August 2023. Retrieved 2 January 2024.
2. ↑  «ویکی‌پدیا».